# 옹희
옹희(雍熙, 984년 11월 ~ 988년 1월)은 북송 태종(太宗) 조경(趙炅)의 두번째 연호이다. 3년 2개월 가량 사용하였다.

## 개원
- 태평흥국(太平興國) 9년 11월 21일[1](984년 12월 16일)에 연호를 옹희(雍熙)로 개원함.[2][3][4][5][6]

- 옹희(雍熙) 5년 1월 17일[7](988년 2월 7일)에 연호를 단공(端拱)으로 개원함.[8][9][4][5]

## 연대 대조표
| 옹희       | 원년           | 2년        | 3년        | 4년        | 5년        |
| 서기(西紀) | 984년          | 985년      | 986년      | 987년      | 988년      |
| 간지(干支) | 갑신(甲申)     | 을유(乙酉) | 병술(丙戌) | 정해(丁亥) | 무자(戊子) |
| 요(遼)     | 통화(統和) 2년 | 3년        | 4년        | 5년        | 6년        |

## 동시대 연호

### 중국
요(遼)
- 통화(統和) (983년 ~ 1012년)

대리국(大理國)
- 명정(明政) (969년 ~ 985년)
- 광명(廣明) (986년 ~ 988년)

호탄 왕국(于闐國)
- 중흥(中興) (978년 ~ 985년)
- 천흥(天興) (986년 ~ 999년)

### 베트남
- 티엔푹(天福) (980년 ~ 988년)

### 일본
- 에이간(永觀) (983년 ~ 985년)
- 간나(寬和) (985년 ~ 987년)
- 에이엔(永延) (987년 ~ 989년)

## 같이 보기
- 중국의 연호 목록